# Laccophilus minutus
Laccophilus minutus är en skalbaggsart som först beskrevs av Carl von Linné 1758.  Laccophilus minutus ingår i släktet Laccophilus och familjen dykare. Arten är reproducerande i Sverige. Inga underarter finns listade i Catalogue of Life.